# Oxalaia
Oxalaia är ett släkte dinosaurier som förekom under yngre krita för cirka 100 miljoner år sedan, i vad som nu är den Nordöstra regionen i Brasilien. Släktets enda kända art heter Oxalaia quilombensis.
Arten var uppskattningsvis 13,5 meter lång och den hade antagligen en vikt av 5 ton. Fossilet som hittades var en del av en överkäke och andra delar av nosen. Artens huvud liknade krokodilernas huvud.
Individerna levde på marken och hade antagligen kött som föda.